# Hyundai Atos
Hyundai Atos — це компактні автомобілі A-класу, що виробляються південнокорейською компанією Hyundai з 1997 року.

## Atos (1997–2002)

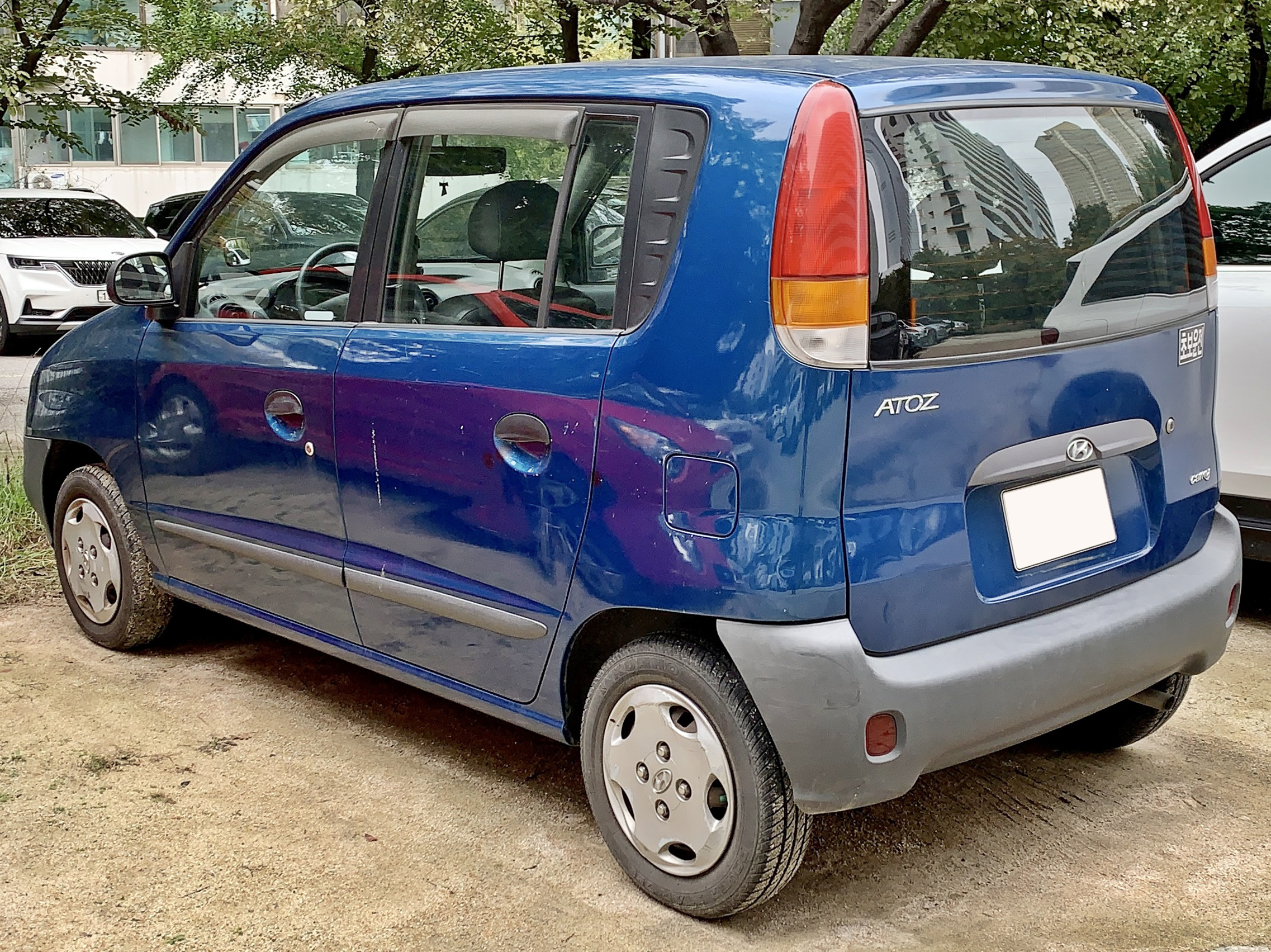
Hyundai Atos (1997-2000)

Hyundai Atos дебютував в 1997 році на ринку Південної Кореї, через рік почав продаватися і в Європі. Він відразу був віднесений до класу малолітражних і до розряду «жіночих» автомобілів. Являє собою п'ятидверний передньопривідний мікровен. Відрізняється оригінальним дизайном і компактними розмірами. Коротенький Atos довжиною всього в три з половиною метра висотою 1615 мм. Окремо варто відзначити розмір дверей, які займають велику частину бічних панелей кузова. Внаслідок чого, сідати всередину надзвичайно легко. Та й посадка тому сприяє, сидіння розташовані вище, ніж у повнорозмірних легкових автомобілях. Серед безперечних плюсів - прекрасна оглядовість як вперед, так і назад. 
Об'єм багажного відділення 263 літра, якщо скласти заднє сидіння корисна площа збільшується до 1084 л. Багажник відкривається або зсередини важелем у водійського сидіння, або зовні ключем. У салоні передбачено наявність невеликих додаткових ємностей для різної поклажі. На водійських дверей - кишеня, ліворуч і праворуч від рульової колонки - невеликі поглиблення, куди без проблем поміститься пачка сигарет або гаманець. Перед переднім пасажиром замість класичного бардачка знаходиться відкрита полиця, зате під сидінням - висувна скринька, в який можна заховати аудіокасети або іншу дрібницю. 
Hyundai Atos оснастили 4-циліндровим, 12-клапанів двигунів з розподіленим уприскуванням потужністю 55 к.с. і об'ємом 1,0 літр. 
У стандартне оснащення входять надувна подушка для водія і передні ремені з преднатяжителями, електросклопідйомниками передніх дверей і простенька магнітола.

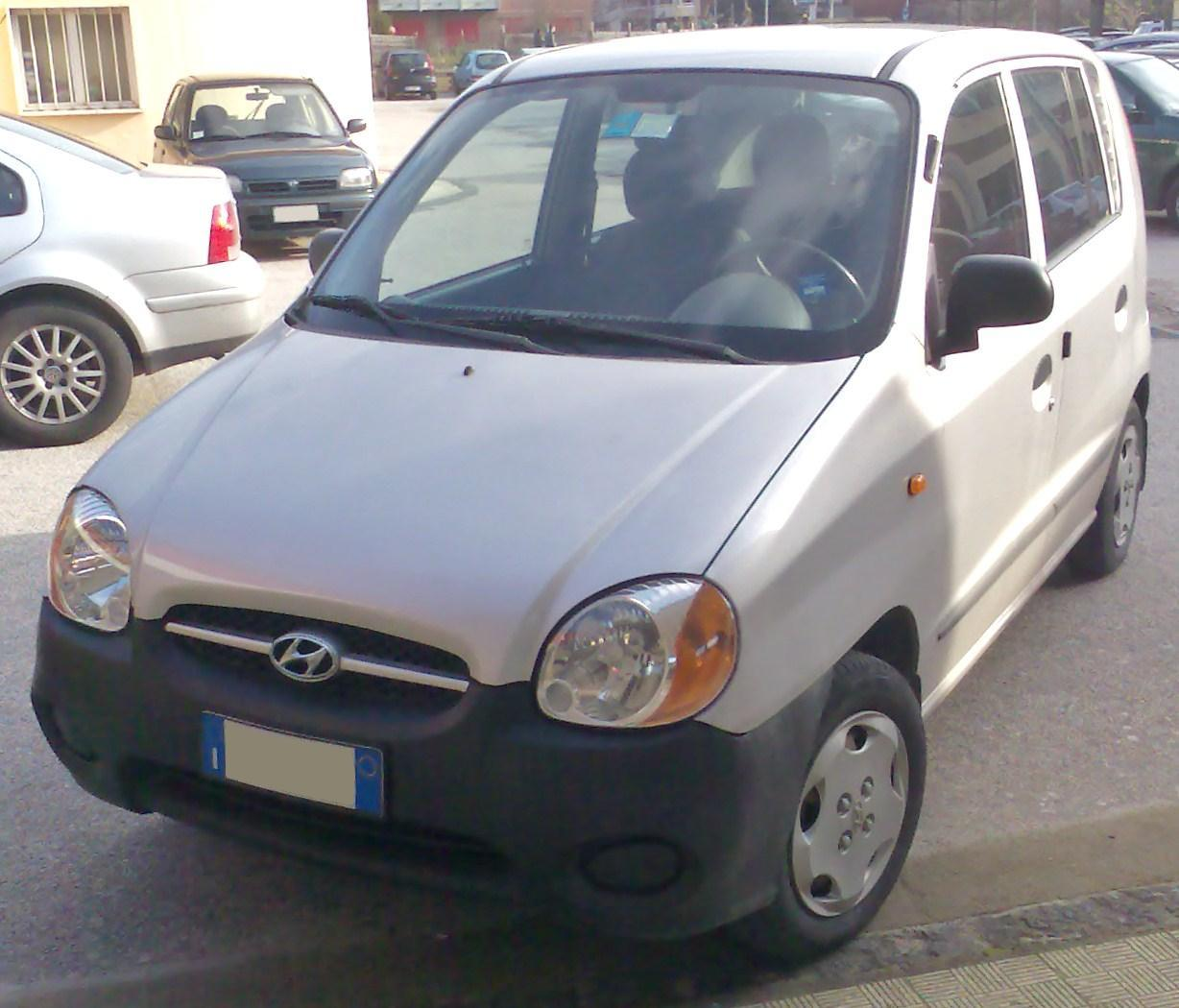
Hyundai Atos (2000-2002)
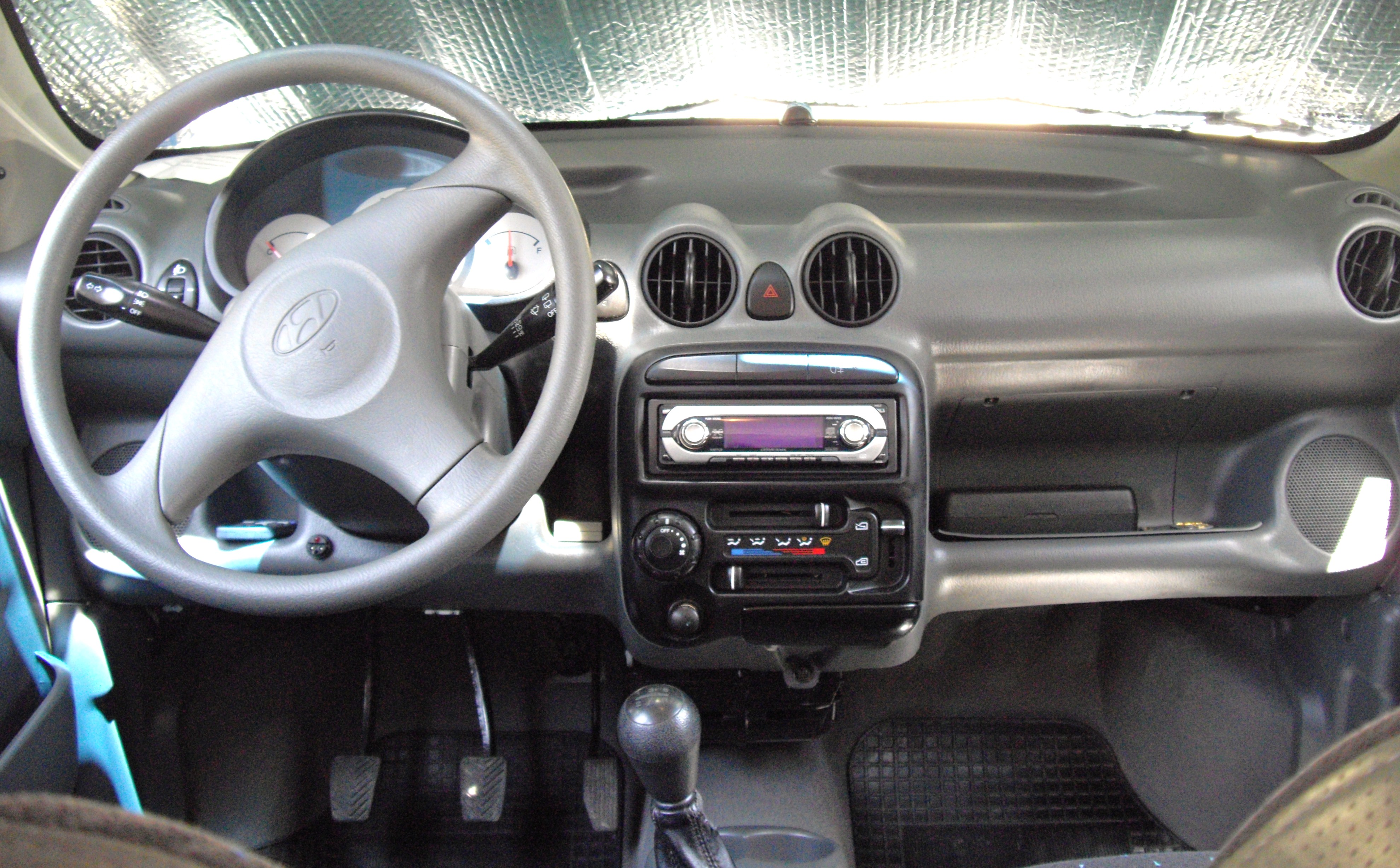
Салон Hyundai Atos

## Atos Prime (1999–2003)

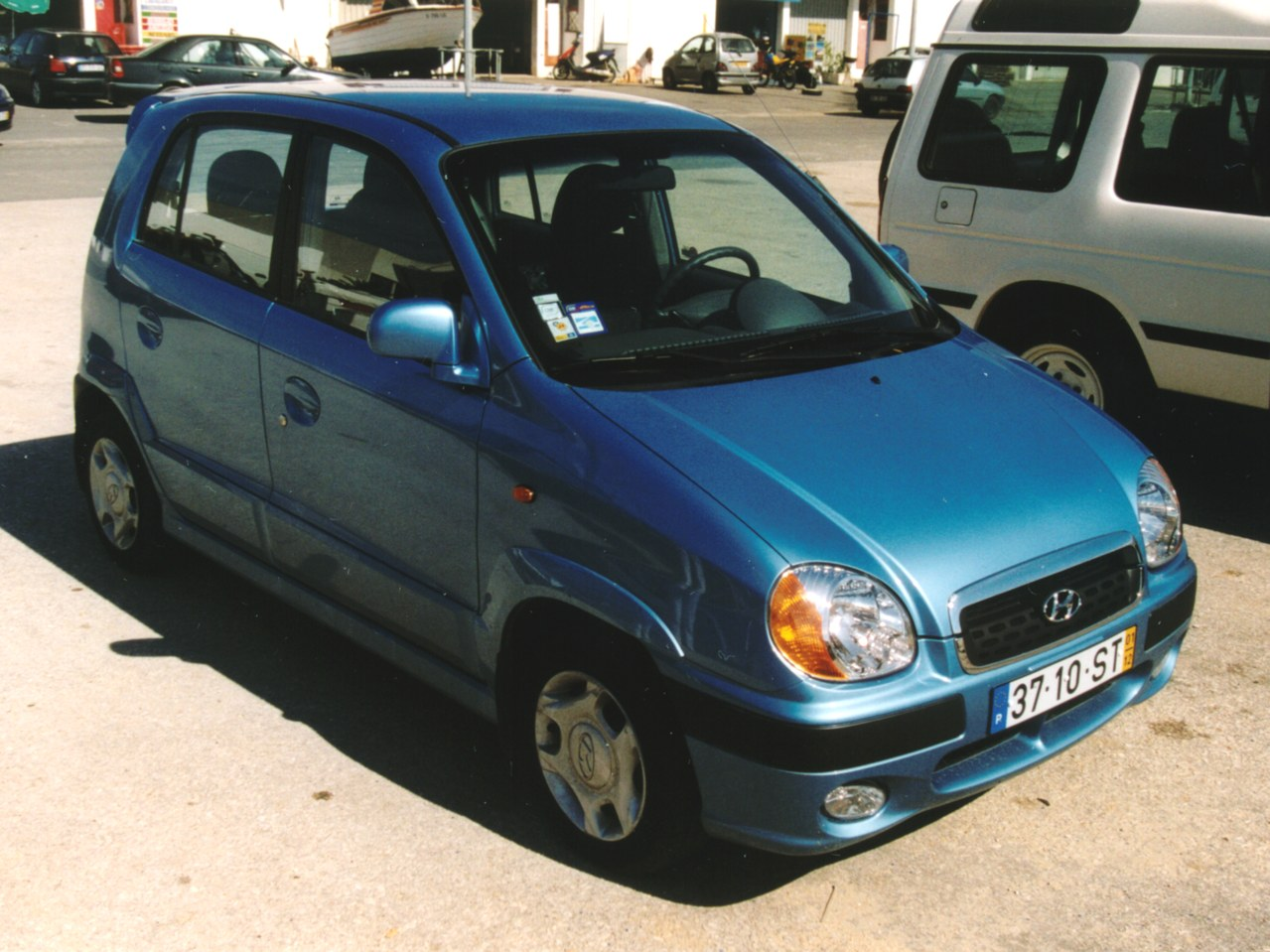
Atos Prime (1999-2003)

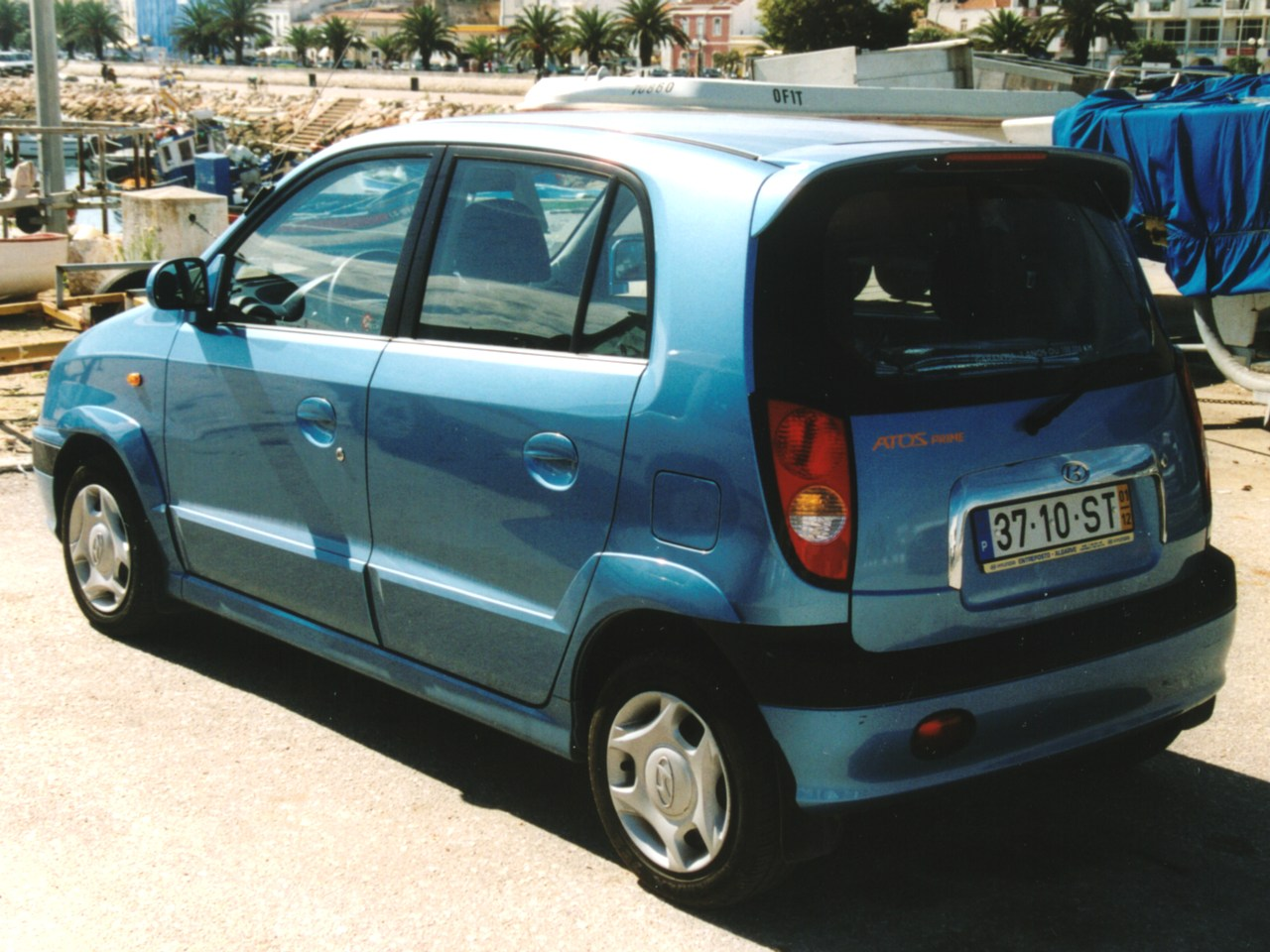
Atos Prime (1999-2003)

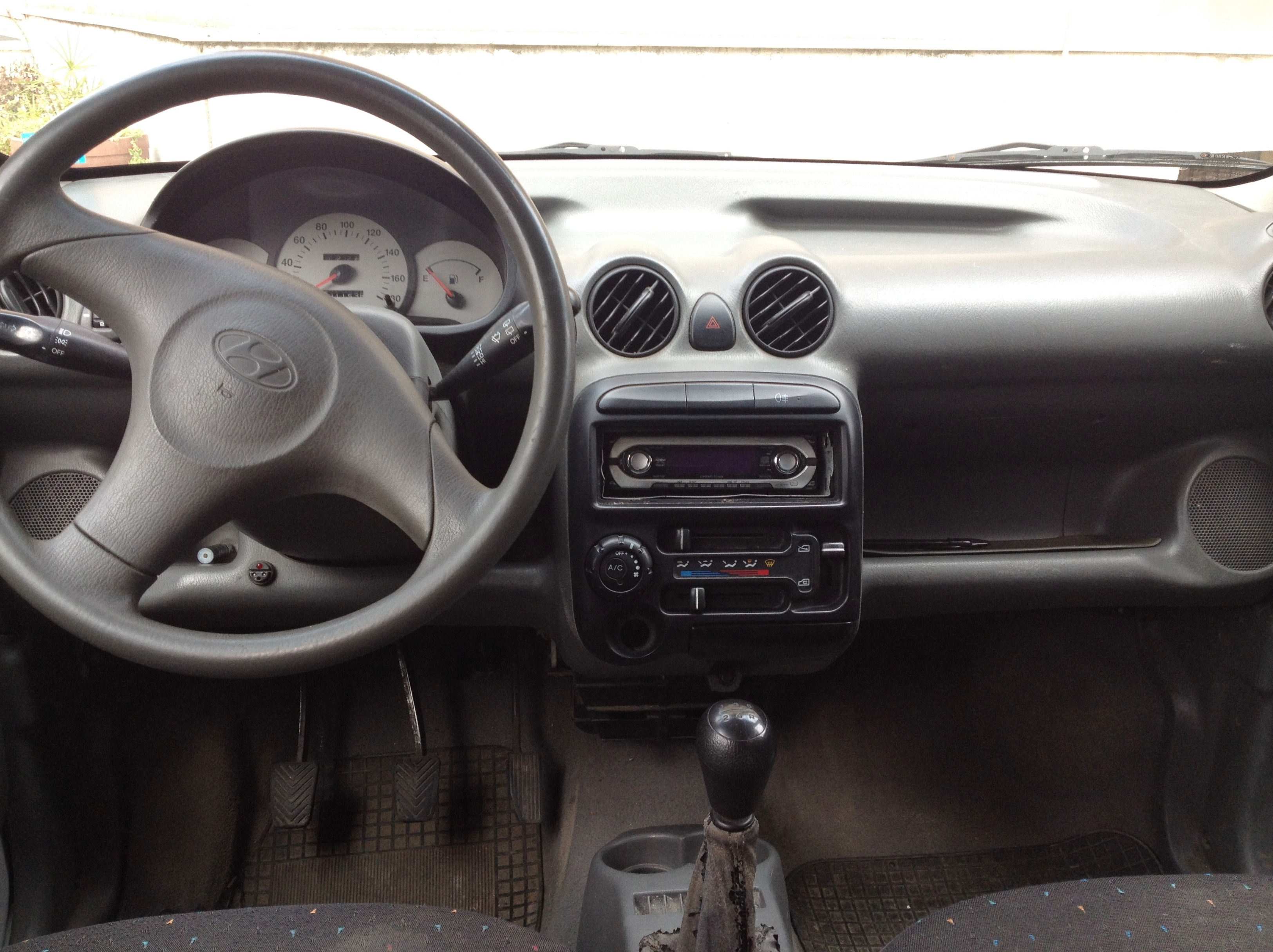

Восени 1999 року відбулося оновлення моделі і вона стала називатися Hyundai Atos Prime. Кузов оновленої моделі став трохи нижчим (1580 мм), причому його задня частина не вертикальна, як на Atos, а похила. Словом, після оновлення кузов став все більш підходити під визначення п'ятидверний хетчбек. Крім цього, автомобілі розрізняються оформленням передньої частини. Atos Prime має не овальний, а прямокутний виріз облицювання радіатора із стилізованими зубами, як на моделях Accent. Задні ліхтарі були перенесені зверху кришки багажного відсіку вниз, що тільки поліпшило зовнішній вигляд моделі. А над самою кришкою з'явився елегантний козирок-спойлер з додатковим стоп-сигналом. За бажанням, оснащення автомобіля можна доповнити АБС, системою клімат-контролю і великим люком практично на весь дах. 
Не відрізняючись «породистим» антуражем, Atos не позбавлений комфорту і функціональності. У салоні, завдяки піввагонів компонуванні, місця не менше, ніж у представників гольф-класу. Ергономіка робочого місця водія і якість використовуваних матеріалів виглядають цілком гідно. Фахівці Hyundai значно поліпшили шумоізоляцію, позбавивши Atos від цілої гами сторонніх звуків. На вибір пропонуються два рівні оснащення GL і GLS. 
Hyundai Atos Prime приваблює не тільки невисокою ціною і недорогим обслуговуванням, але і наявністю в гамі версій з автоматичною і навіть напівавтоматичного коробкою передач. А для самих ледачих пропонується триступеневий «автомат».

## Atos Prime (2003–2014))

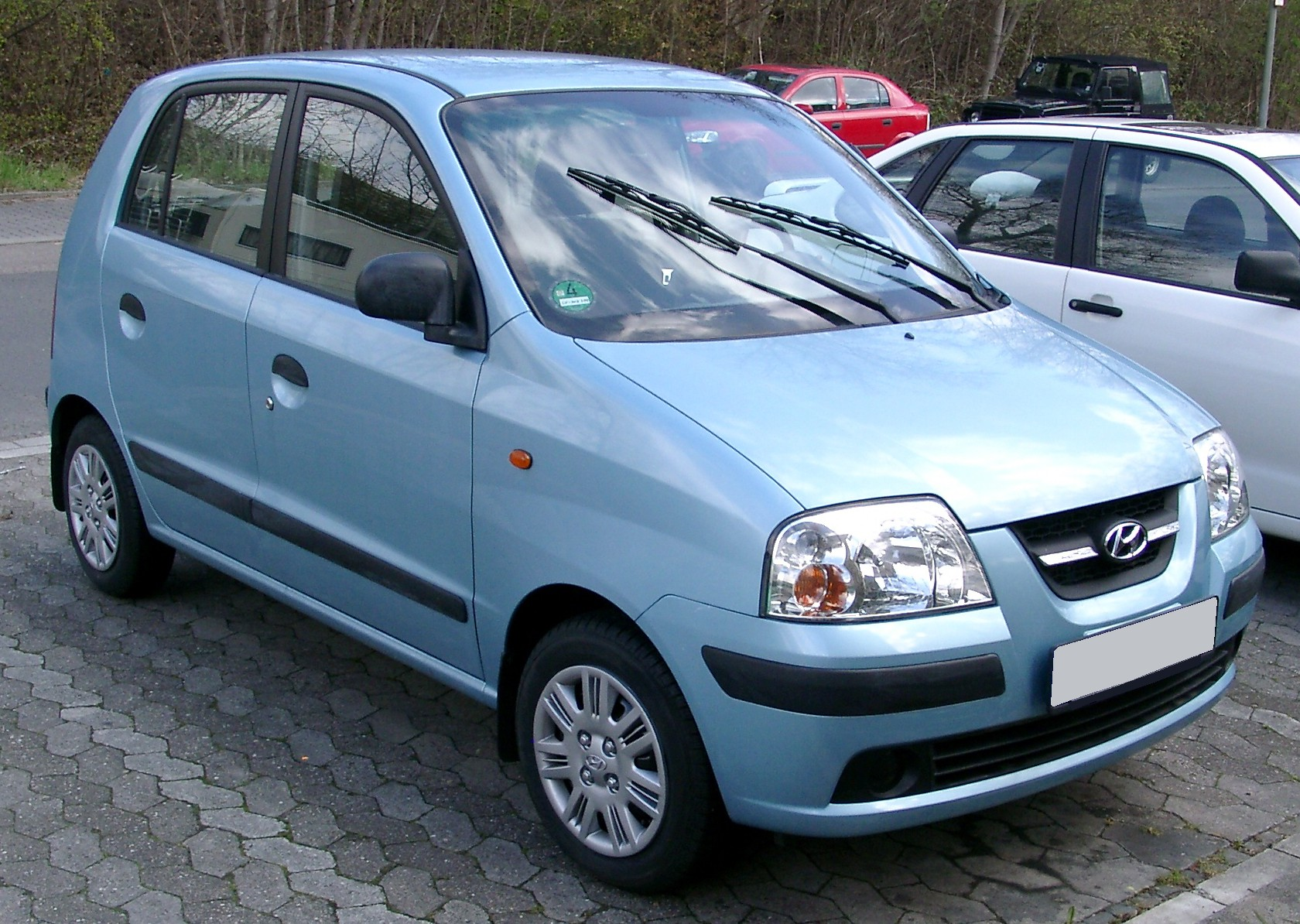
Atos Prime (з 2003)

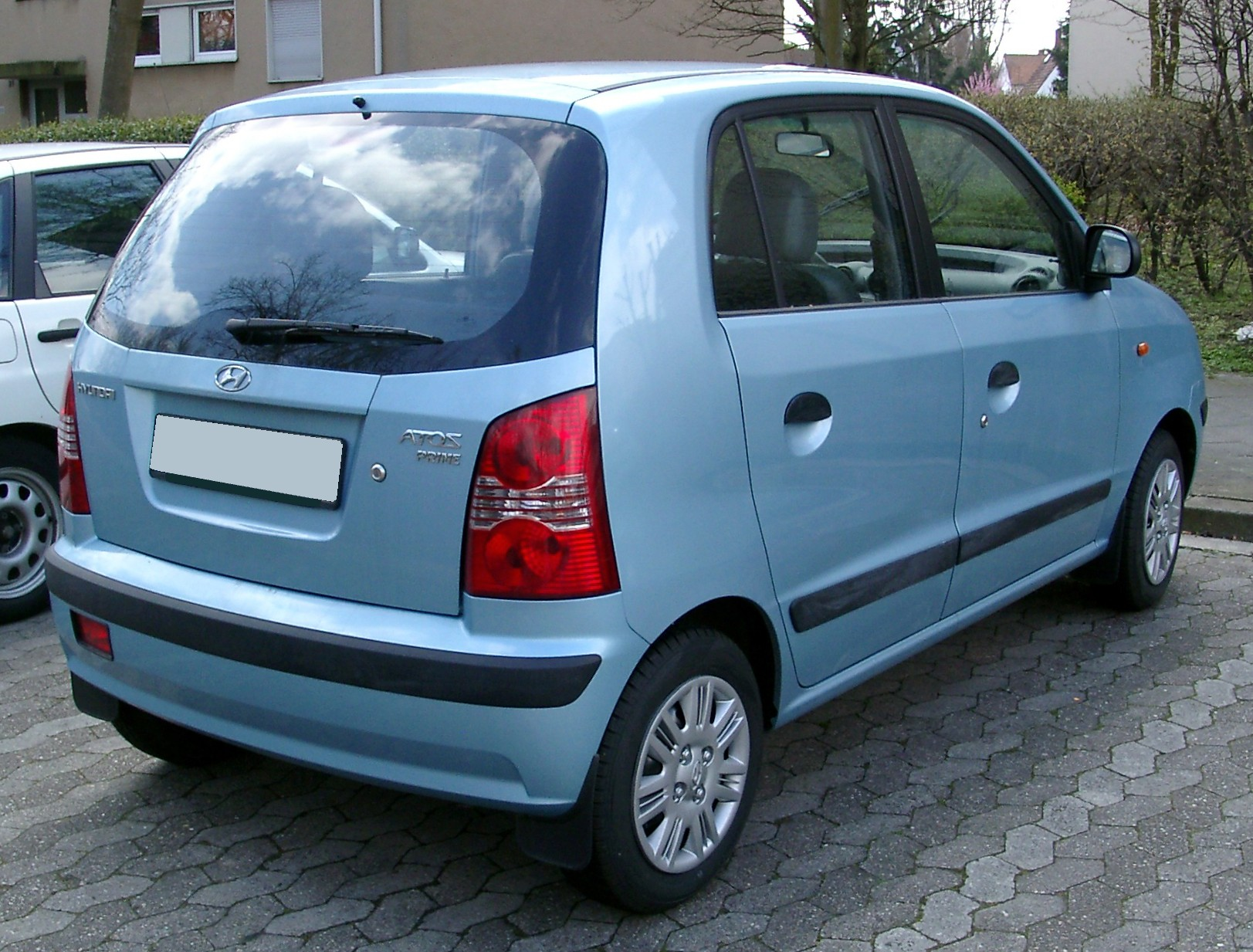
Atos Prime (з 2003)

У 2003 році на автошоу у Франкфурті відбулося представлення Hyundai Atos 2004 модельного року. Новий автомобіль відрізняється від попередників модернізованим оформленням передньої частини кузова, де з'явилися нові фари головного світла, нові ґрати радіатора й новий бампер. Плавні лінії кузова поступилися місцем різкішим гранях. Крім цього, новинка отримала трохи модернізований інтер'єр, де з'явилися нові матеріали обробки, і оснащуватиметься 1,1-літровим двигуном потужністю 59 кінських сил, який може агрегуватися як з механічною, так і з автоматичною коробкою передач. Силовий агрегат здатний забезпечити прийнятний рівень динаміки, а також може похвалитися високою економічністю.